# Tom Pevsner
Thomas „Tom“ Pevsner (* 2. Oktober 1926 in Dresden; † 18. August 2014 in London) war ein britischer Filmproduzent deutscher Herkunft.

## Leben
Thomas Pevsner war das zweite von drei Kindern des Kunsthistorikers Nikolaus Pevsner. Er begann seine Tätigkeit im Filmgeschäft als Regieassistent zu Beginn der 1950er Jahre. Als solcher war er bis 1970 tätig. Im Jahr 1962 gab er mit der deutschen Filmkomödie Finden Sie, daß Constanze sich richtig verhält? sein Regiedebüt. Tragende Rollen übernahmen in dieser Produktion Lilli Palmer und Peter van Eyck.
Ab Mitte der 1960er Jahre betätigte sich Pevsner auch als Produzent, wobei er beinahe ausnahmslos als Associate Producer in Erscheinung trat. Ein Beispiel hierfür ist die Literaturverfilmung Dracula aus dem Jahr 1979. Ab 1981 war er in dieser Funktion an mehreren James-Bond-Filmen beteiligt, sein erster Film war James Bond 007 – In tödlicher Mission. Es folgten James Bond 007 – Octopussy (1983), James Bond 007 – Im Angesicht des Todes (1985) sowie die beiden Filme mit Timothy Dalton in der Hauptrolle: James Bond 007 – Der Hauch des Todes (1987) und James Bond 007 – Lizenz zum Töten (1989). Für den 1995 inszenierten James Bond 007 – GoldenEye war Pevsner schließlich als Ausführender Produzent tätig. Im Anschluss zog er sich aus dem Filmgeschäft zurück und trat lediglich in Dokumentationen über James Bond und die Filme in Erscheinung.
Pevsner starb 2014 im Alter von 87 Jahren. Im darauffolgenden Film der James-Bond-Reihe, Spectre (2015), wurde das Hotel, das Q während seines Aufenthaltes in den Alpen nutzte, im Gedenken seiner Pevsner genannt.